# Annika Larsson
Annika Larsson, född 1972, är en svensk samtidskonstnär, som främst arbetar med videokonst. Hon bor i New York. 
Annika Larsson har utbildat sig vid Kungliga Konstakademien i Stockholm, där hon tog examen 2000. Hon har bland annat ställt ut på Moderna museet, Dunkers kulturhus, Göteborgs konstmuseum, Malmö konstmuseum, Venedigbiennalen, Art Basel, Shanghai-biennalen, Färgfabriken och Uppsala konstmuseum. Hon fick Beckers Konstnärsstipendium 2002 och var Villa Massimo-stipendiat 2014. Larsson finns representerad vid Göteborgs konstmuseum och Moderna museet.
År 2019 deltog Annika Larsson i grupputställningen Animalisk på Bildmuseet, Umeå Universitet.